# Psalmodie

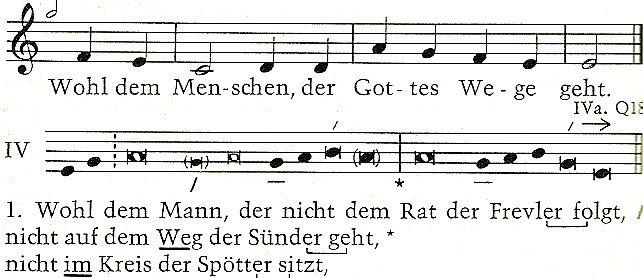
Antiphon und Psalm-Melodie im IV. Ton zu Psalm 1 aus dem röm.-kath. Gotteslob (1975)

Mit Psalmodie wird das Singen von Psalmen, Cantica und anderen sakralen (zumeist Bibel-)Texten auf Basis bestimmter melodischer Formeln bezeichnet, das Psallieren in einem der Psalmtöne. Diese passen sich in ihren Wendungen dem Charakter der jeweils zugrunde liegenden Kirchentonarten an.
Ursprung und Vorbild hat die Psalmodie in der antiken jüdischen Musik. Auf der Grundlage der Psalmodie entwickelten sich unter anderem die Gesangsformen des Gregorianischen Chorals, von dem sie neben Sequenz und Jubilus eine Hauptform darstellt. Der Schwerpunkt der Psalmodie liegt auf Eigenschaften wie Textrezitation und Sprachmelodie. Der Dirigent gibt Zeichen, um Tonhöhenverlauf und Rhythmus anzugeben. Seit dem 9. Jahrhundert notiert man die Noten in Neumen. Die Psalmodie ist syllabisch notiert.

## Historische Entwicklung der Psalmodie
Bis in das 8. Jahrhundert wurden Psalmverse reihum gesprochen oder gesungen. Daraus entwickelte sich die antiphonale bzw. responsoriale Singweise. Da die Psalmen nach der Regel des Benedikt im Wochenrhythmus  wiederholt wurden, erschien jeweils ein anderer Vers als passend, die Lesungstexte des Tages theologisch auszuleuchten. Daraus entwickelte sich die Antiphon, ein Psalmvers, der zu Beginn, bisweilen zwischen den Psalmversen und vor und nach der Doxologie gesungen wird. Im Laufe der Zeit hat sich das Gepräge der Antiphon verselbstständigt, so dass spätestens ab der Mitte des 9. Jahrhunderts die Antiphon sowohl textlich wie auch melodisch eine eigenständige Gestalt angenommen hatte.

## Psalmensingen

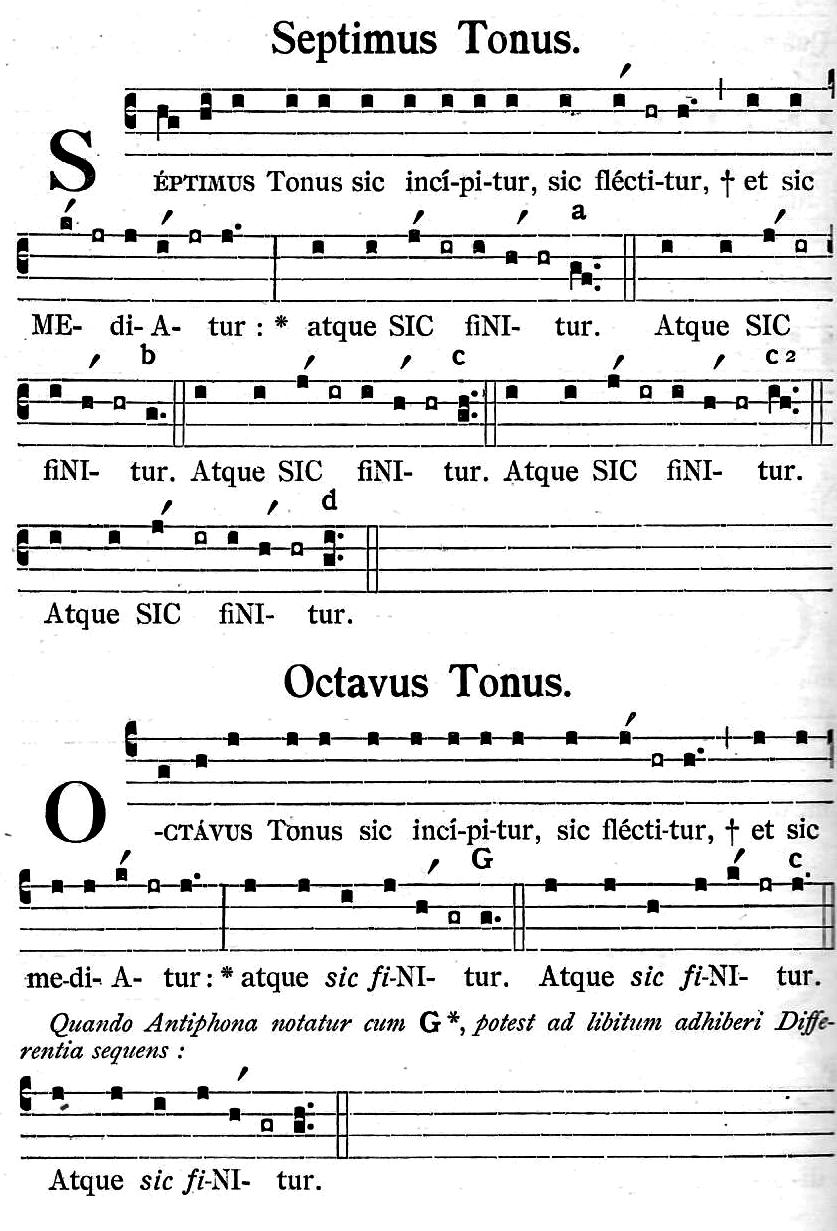
Der VII. und der VIII. Psalmton im Antiphonale Romano-Seraphicum mit Übungstext, der übersetzt lautet: Der siebte/achte Ton beginnt so, wird so gebeugt, † und so in der Mitte abgeschlossen: * und so beendet. Für die Terminatio werden fünf bzw. drei Differentiae dargestellt.

### Verlauf der Psalmodie
Der Verlauf der Psalmodie eines Psalmverses ist: 
- Inchoatio, auch Initium oder Intonatio (Anfang)
- Tenor (Rezitationston, auch Repercussa oder Tuba genannt)
- (Bei langen Versen: Flexa (Beugung), im Text gekennzeichnet durch das Zeichen † oder / oder auch +)
- (Tenor)
- Mediatio (Mittelkadenz, auch Mediante oder Pausa genannt) vor dem Zeichen * (Asteriskus)
- Tenor
- Terminatio (Schlusswendung, Schlusskadenz, auch  Finalis oder Punctum genannt)

Mediatio und Terminatio werden zusammenfassend als Clausulae („Abschlüsse“) bezeichnet.
Um den tonartlichen Anschluss von der Psalmodie zur Antiphon zu ermöglichen, prägten sich für jeden Psalmton mehrere Differentiae bzw. Schlusskadenzen aus; diese Differentiae waren zum Teil regional unterschiedlich, so dass für reisende Mönche bisweilen Aufstellungen über die vor Ort üblichen Differentiae (Tonar) bereitgehalten wurden. Die zutreffende Tonfolge der Terminatio wurde in den Choralbüchern über den Vokalen der Schlussdoxologie (Gloria Patri) in abgekürzter Schreibweise dargestellt; die Buchstabenfolge E – u – o – u – a – e. stand für sae – cu – lo – rum. A – men.

### Singweise im Chor
Für das gemeinschaftliche Psalmensingen im Chorgebet entwickelte sich etwa ab dem 8. Jahrhundert eine besondere Singweise als Meditationsform, das antiphonale (wechselchörige) Singen. Eine Vorsängergruppe und die anderen Beter oder auch die auf der rechten und der linken Seite des Chorgestühls sitzenden Beter singen die Psalmverse abwechselnd. Nach dem Asteriscus in jedem Psalmvers wird eine Pause eingelegt, die Sänger atmen aus und setzen kurz ab; die zweite Hälfte des Verses wird mit neuem Atem gesungen. Nach deren Ende übernimmt die andere Sängergruppe ohne jede Pause und singt den nächsten Vers. Wenn nicht explizit anders angegeben, wird nach dem letzten Psalmvers die trinitarische Doxologie „Ehre sei dem Vater und dem Sohn(e) * und dem Heiligen Geist(e), -- wie im Anfang, so auch jetzt und allezeit * und in Ewigkeit. Amen.“ in der Art von zwei Psalmversen gesungen. Am Schluss des Psalms wird die Antiphon von allen wiederholt.